# Чийп Трик
„Чийп Трик“ (на английски: Cheap Trick) е американска рок група.
Създадена е през 1973 година в Рокфорд, Илинойс. Постига най-голям успех през 1970-те и началото на 1980-те години, когато характерният стил за групата пауър поп, съчетаващ елементи на поп музиката от 1960-те години с хардрок и пънк рок, получава най-широка популярност.